# Notte romantica (film 1930)
Notte romantica (One Romantic Night) è un film del 1930 diretto da Paul L. Stein. Fu il primo film sonoro per la protagonista, l'attrice Lillian Gish.
La sceneggiatura di Maxwell Anderson e Melville Baker si basa su Á Hattyú Vigjatek Három Felvonasbarn, lavoro teatrale di Ferenc Molnár e su The Swan, l'adattamento inglese a cura dello stesso Melville Baker della commedia originale ungherese che aveva debuttato a Budapest nel 1914. La traduzione e l'adattamento di Baker andarono invece in scena a New York al Cort Theatre di Broadway il 23 ottobre 1923. Dalla commedia vennero tratti altri due film: The Swan di Dimitri Buchowetzki (1925) e, nel 1956, Il cigno, di Charles Vidor, con protagonista Grace Kelly.

## Trama
A causa della ragione di stato e per volere di suo padre, il principe Albert è indotto a rivolgere le sue attenzioni verso Alexandra, figlia della principessa vedova Beatrice. Ma la ragazza gli dichiara di non gradire un matrimonio combinato, provocando in tal modo, nei suoi confronti, un più vivo interesse da parte di Albert che si dimostra geloso quando la giovane principessa, nel corso di un ricevimento, viene sorpresa in un abbraccio (in realtà innocente) con l'astronomo Haller. Quella stessa notte, Albert riceve un messaggio dal suo ministro degli esteri dove lo si informa che una grave crisi politica lo costringe a tornare nel suo paese per sposare la principessa Marie di Hohenbergen. Albert incontra Alexandra, confessandole di amarla, ma le dice che deve lasciarla per la sua nuova promessa sposa (che lui non ha mai incontrato) oppure dovrà rinunciare al trono. I due giovani, che si conoscono fin dall'infanzia, cominciano a progettare scherzosamente una fuga in Sudamerica. Il giorno dopo, Haller se ne va via, dichiarando che Alexandra non lo ama, ma, piuttosto, prova compassione per lui. La giovane ed Albert si rivedono e questa volta fanno sul serio progetti per la fuga sudamericana, dopo essersi dichiarati il loro amore reciproco. Beatrice, quando i due se ne vanno via insieme, ha un attacco isterico. Ma suo fratello Benedict la calma, raccontandole che la storia del telegramma l'ha concepita lui per fare in modo di dare una scossa ai troppo formali Albert e Alexandra e che la principessa Marie di Hohenbergen non esiste, essendo in realtà un parto della sua fantasia.

## Produzione
Il film, prodotto dalla Joseph M. Schenck Productions e Art Cinema Corporation, venne girato con il sistema sonoro Movietone.

## Distribuzione
Distribuito dall'United Artists, il film - presentato da Joseph M. Schenck - uscì nelle sale cinematografiche degli Stati Uniti il 3 maggio 1930. Il copyright del film, richiesto da Schenck, fu registrato il 5 maggio con il numero LP1275.